# ماليندا ويليامز
ماليندا ويليامز (بالإنجليزية: Malinda Williams)‏ هي ممثلة أمريكية، ولدت في 24 سبتمبر 1975 بهايدلبرغ في ألمانيا. بدأت مشوارها المهني سنة 1987.

## أعمال

### أفلام
- (2015) حب بالصدفة

## وصلات خارجية
- ماليندا ويليامز على موقع IMDb (الإنجليزية)
- ماليندا ويليامز على موقع ألو سيني (الفرنسية)
- ماليندا ويليامز على موقع أول موفي (الإنجليزية)
- ماليندا ويليامز على موقع قاعدة بيانات الأفلام السويدية (السويدية)
- ماليندا ويليامز على موقع إن إن دي بي (الإنجليزية)
- ماليندا ويليامز على موقع ديسكوغز (الإنجليزية)
- ماليندا ويليامز على موقع قاعدة بيانات الفيلم (الإنجليزية)
- ماليندا ويليامز على موقع كينوبويسك (الروسية)